# 木村庄之助 (23代)
23代 木村 庄之助（にじゅうさんだい きむら しょうのすけ、1897年12月18日 - 1994年9月19日）は、大相撲の立行司。本名：内山等三。石川県出身。朝日山部屋所属。木村正直（2代）を47年間と長期にわたって名乗っていたため、正直庄之助（まさなおしょうのすけ）とも呼ばれている。

## 経歴
行司が刀を差せることに魅力を感じて小学校時代の1908年入門。初土俵は1909年（明治42年） （大坂相撲） 。初名は木村藤吾。師匠は大坂相撲出身で、初代木村正直（のち8代木村玉之助）でもある木村越後。木村越後は20代木村庄之助（松翁）と匹敵する名行司で、22代木村庄之助は「東の名人松翁、西の達人越後」と評している。朝日山部屋所属で、1913年1月越後の後を継ぎ、正直を襲名。東西合併後も2代木村正直として三役格（のち副立行司）に昇格。
正直時代の1949年1月20日、大日本相撲協會が当時の文部省、労働省の了解を得て「行司学校」を開設、主任教授に任命された。
1960年から協会が停年制度を導入したことにより、22代庄之助、19代式守伊之助の両立行司が引退。これに伴い23代庄之助を襲名した。伊之助を経ずにいきなり庄之助を襲名しており、これは代々伊之助から庄之助を継承（17代庄之助が最初）するようになってからは2人目（前例は1922年1月場所、初代木村朝之助が18代庄之助を襲名）で、その後見られない珍しい例である。在位は3年であったが、停年後は長寿を保った（96歳で逝去）。
1994年9月19日、肺炎のため東京都田無市の病院で死去、96歳没。

## 履歴
- 1909年1月 初土俵、木村藤吾。
- 1913年1月 2代木村正直襲名。
- 1924年5月 幕内格に昇進。
- 1938年1月 三役格に昇進。
- 1947年6月 草履免許。
- 1951年9月 副立行司に昇格。
- 1960年1月 立行司に昇格。23代木村庄之助を襲名。
- 1962年11月 停年退職。

## その他
- 若々しい風貌、キビキビした土俵態度、足裁きの名人で、明敏な人物であった。
- 正直時代の1949年1月20日、大日本相撲協會が当時の文部省、労働省の了解を得て「行司学校」を開設、主任教授に任命された。
- 栃錦・初代若乃花の両横綱最終戦となる全勝対決を裁くなど、「栃若時代」の代表的な行司である。本人も定年時思い出の一番に挙げている。
- 行司部屋の独立の際は茶屋を買い取るなど尽力した。
- 弟子に24代式守伊之助（3代木村正直）がいる。また足裁きは、29代木村庄之助がその流れを受け継いでいる。